# Hasdrúbal (fill de Magó)
Hasdrúbal va ser un general cartaginès fill de Magó. El seu pare, ell mateix i el seu germà Hamílcar haurien fundat el poder militar de Cartago segons Justí.
Segons aquest escriptor va exercir onze vegades la direcció de l'estat (sufet) i va obtenir quatre vegades l'equivalent als honors del triomf (la institució dels honors del triomf era purament romana i no és esmentat com a cosa pròpia de Cartago més que per Justí).
Totes les seves guerres es van lliurar a territori africà contra els númides, excepte una a Sardenya que sembla que per a ell va ser desgraciada i en la que va morir el 480 aC durant la Batalla d'Himera. Va deixar tres fills: Hanníbal, Hasdrúbal i Safó que van continuar la carrera del pare, junt amb els seus cosins germans, els tres fills d'Hamílcar, que van exercir el poder a Cartago, però no s'indica cap acció concreta ni de govern ni militar.
Justí no dona cap data, però hauria viscut al segle v aC.